# Exoprosopa actites
Exoprosopa actites är en tvåvingeart som beskrevs av Joseph Hannum Painter 1969. Exoprosopa actites ingår i släktet Exoprosopa och familjen svävflugor. Inga underarter finns listade i Catalogue of Life.